# L'atmosfera nascosta
L'atmosfera nascosta è il primo album in studio del cantautore italiano Roberto Casalino, pubblicato il 22 maggio 2009 dall'etichetta discografica Lead Records-NiSa/EMI.

## Descrizione
Il disco, contenente 14 brani scritti dallo stesso Roberto Casalino, è anticipato dal singolo L'atmosfera, pubblicato il 28 aprile dello stesso anno. L'album fa conoscere Casalino come cantautore, oltre che come autore e compositore per altri cantanti.
Il secondo singolo, estratto il 9 ottobre successivo, è Mi vuoi bene o mi vuoi male. Grazie era stata la sigla del Giffoni Film Festival nel 2004. Nell'album è incluso anche il brano L'esatto opposto, che era uscito come singolo nel 2007.

## Tracce
Testi e musiche di Roberto Casalino.
1. Se ti accontenti (Godi a tratti) – 3:41
2. Perdi – 3:06
3. L'atmosfera – 3:30
4. Amore universale – 3:30
5. L'esatto opposto – 4:12
6. L'idea senza regole – 4:11
7. Mi manchi – 3:12
8. Mi vuoi bene o mi vuoi male – 3:14
9. Gelidoefreddo – 3:38
10. Nero addio – 3:50
11. Non ti fidi più – 3:01
12. Il demiurgo – 3:25
13. Tradimento preventivo – 3:41
14. Grazie – 3:53